# Svanaträskmyran
Svanaträskmyran este o arie protejată (sit de importanță comunitară — SCI, arie de protecție specială avifaunistică — SPA) din Suedia întinsă pe o suprafață de 1.472,57 ha, integral pe uscat.

## Localizare
Centrul sitului Svanaträskmyran este situat la coordonatele 64°30′11″N 17°44′24″E / 64.50316°N 17.73993°E.

## Înființare
Situl Svanaträskmyran a fost declarat arie de protecție specială avifaunistică în septembrie 2021 pentru a proteja 16 specii de animale. Situl a fost protejat și ca sit de importanță comunitară în septembrie 2021.

## Biodiversitate
Situată în ecoregiunea boreală, aria protejată conține 5 habitate naturale: Cursuri de apă de la nivel de câmpie la nivel montan, cu vegetație Ranunculion fluitantis și Callitricho-Batrachion, Mlaștini împădurite, Taiga vestică, Turbării Aapa, Lacuri și iazuri distrofice naturale.
La baza desemnării sitului se află mai multe specii protejate de  păsări (16): minunița (Aegolius funereus), ciuf de câmp (Asio flammeus), cocoșul de mesteacăn (Bonasa bonasia), erete vânăt (Circus cyaneus), lebădă de iarnă (Cygnus cygnus), ciocănitoare neagră (Dryocopus martius), ciuvică (Glaucidium passerinum), cocor (Grus grus), notatița cu ciocul subțire (Phalaropus lobatus), bătăuș (Philomachus pugnax), ciocănitoare de munte (Picoides tridactylus), ploier auriu (Pluvialis apricaria), Sterna paradisaea, cocoșul de mesteacăn (Tetrao tetrix tetrix),  cocoș de munte (Tetrao urogallus), fluierar de mlaștină (Tringa glareola).